# Andy Caldecott

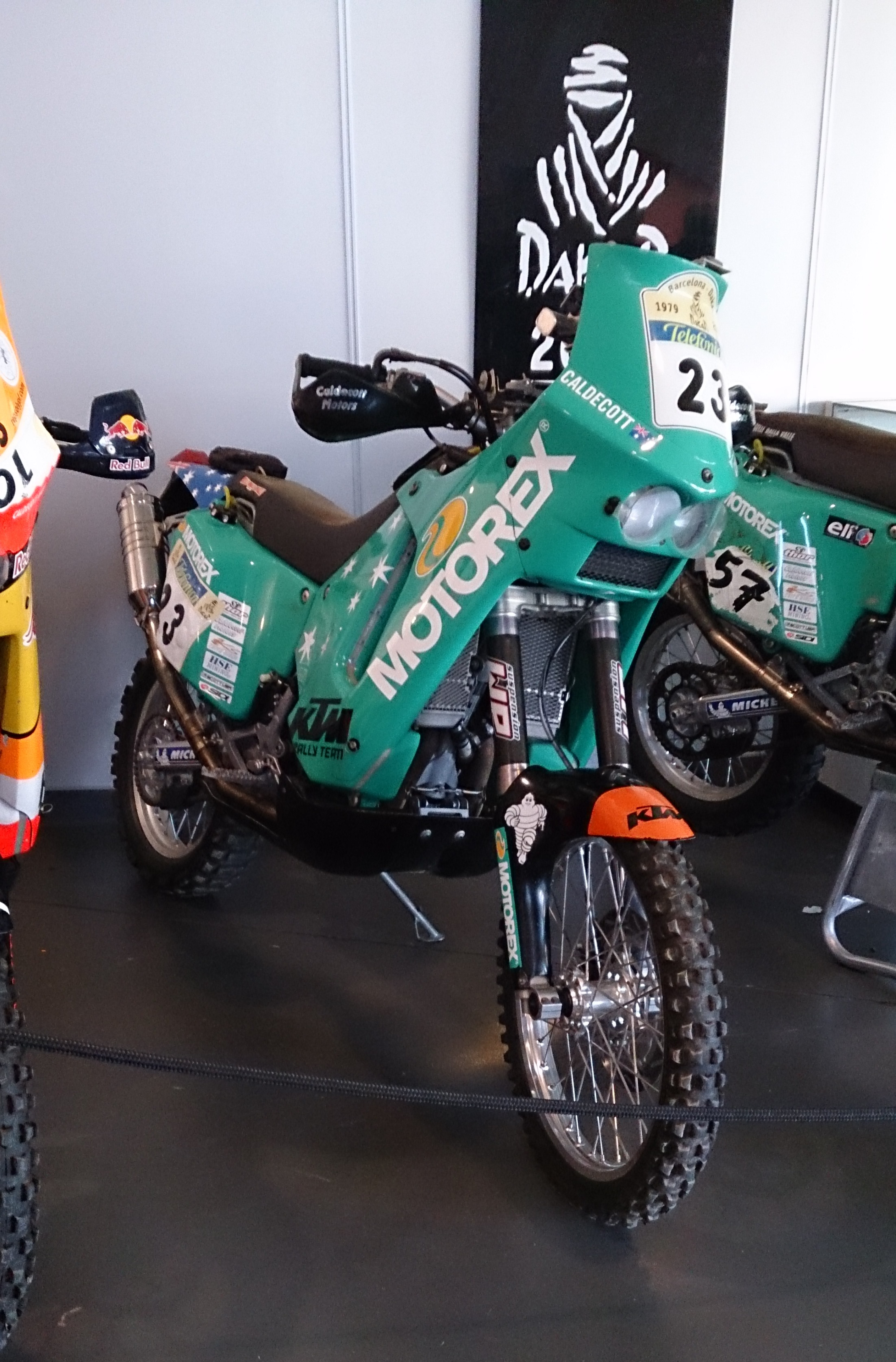
Die KTM mit der Andy Caldecott bei der Rallye Dakar 2005 am Start war

Andy Caldecott (* 10. August 1964 in Keith; † 9. Januar 2006 in Mauretanien) war ein australischer Endurosportler.

## Leben
Durch seine Erfolge bei zahlreichen regionalen Enduro-Rallyes wurden der österreichische Motorradhersteller KTM und dessen Motorsport-Chef, der erfolgreiche Ex-Rallye-Sportler Heinz Kinigadner, auf ihn aufmerksam und unterstützten ihn als Privatfahrer. Mangels Sponsoren schien sich sein Traum, auch 2006 wieder an der Rallye Dakar teilnehmen zu können, nicht zu erfüllen. Im Jahr 2005 hatte er bereits seine sportliche Karriere beendet, als sich kurz vor Weihnachten doch noch die Möglichkeit bot.
Es gelang ihm, bei der Rallye Dakar 2005 zwei Etappen (Agadir – Smara sowie Bamako – Kayes) zu gewinnen und in der Gesamtwertung Sechster zu werden.

## Unfalltod
Andy Caldecott stürzte mit seiner KTM 660 R am 09.01. gegen 11:31 Uhr auf der neunten Etappe der Rallye Dakar 2006 nach etwa 250 km zwischen Nouakchott und Kiffa schwer und war auf der Stelle tot. Die Besatzung des Rettungshubschraubers, der für solche Fälle bereitsteht, konnte nur noch den Tod feststellen. Caldecott ist das 49. Todesopfer der Rallye, die 2006 zum 28. Mal ausgetragen wurde.
Bis zu seinem tödlichen Sturz bei der Rallye Dakar 2006 lag er an der zehnten Position und hatte die dritte Etappe zwischen Nador und Errachidia in Marokko mit Bestzeiten an allen Checkpoints gewonnen.
Andy Caldecott hinterließ seine Frau und eine vierjährige Tochter.